# Leucocroton stenophyllus
Leucocroton stenophyllus är en törelväxtart som beskrevs av Ignatz Urban. Leucocroton stenophyllus ingår i släktet Leucocroton och familjen törelväxter. Inga underarter finns listade i Catalogue of Life.